# Ogenmeloen

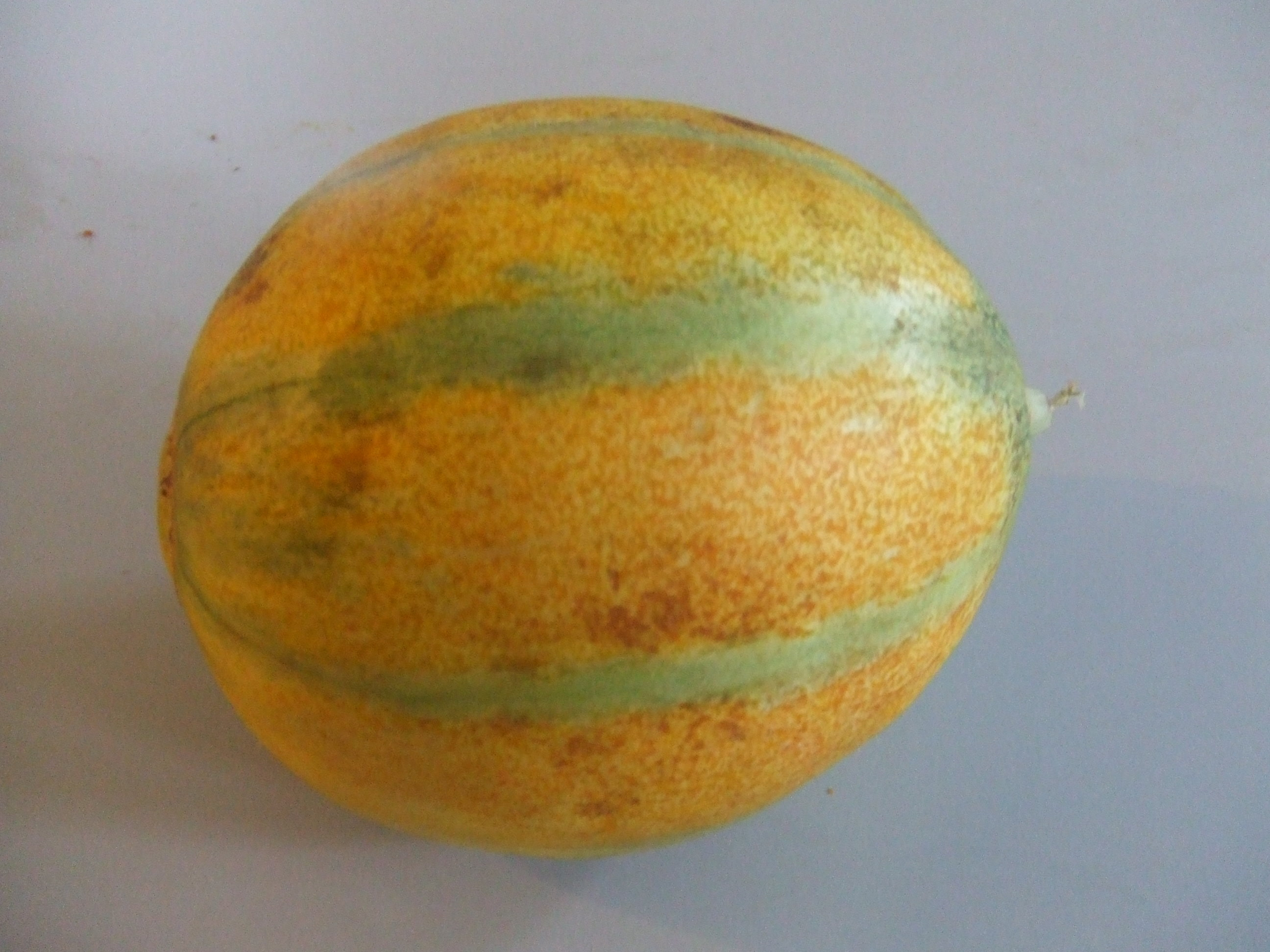
Ogenmeloen

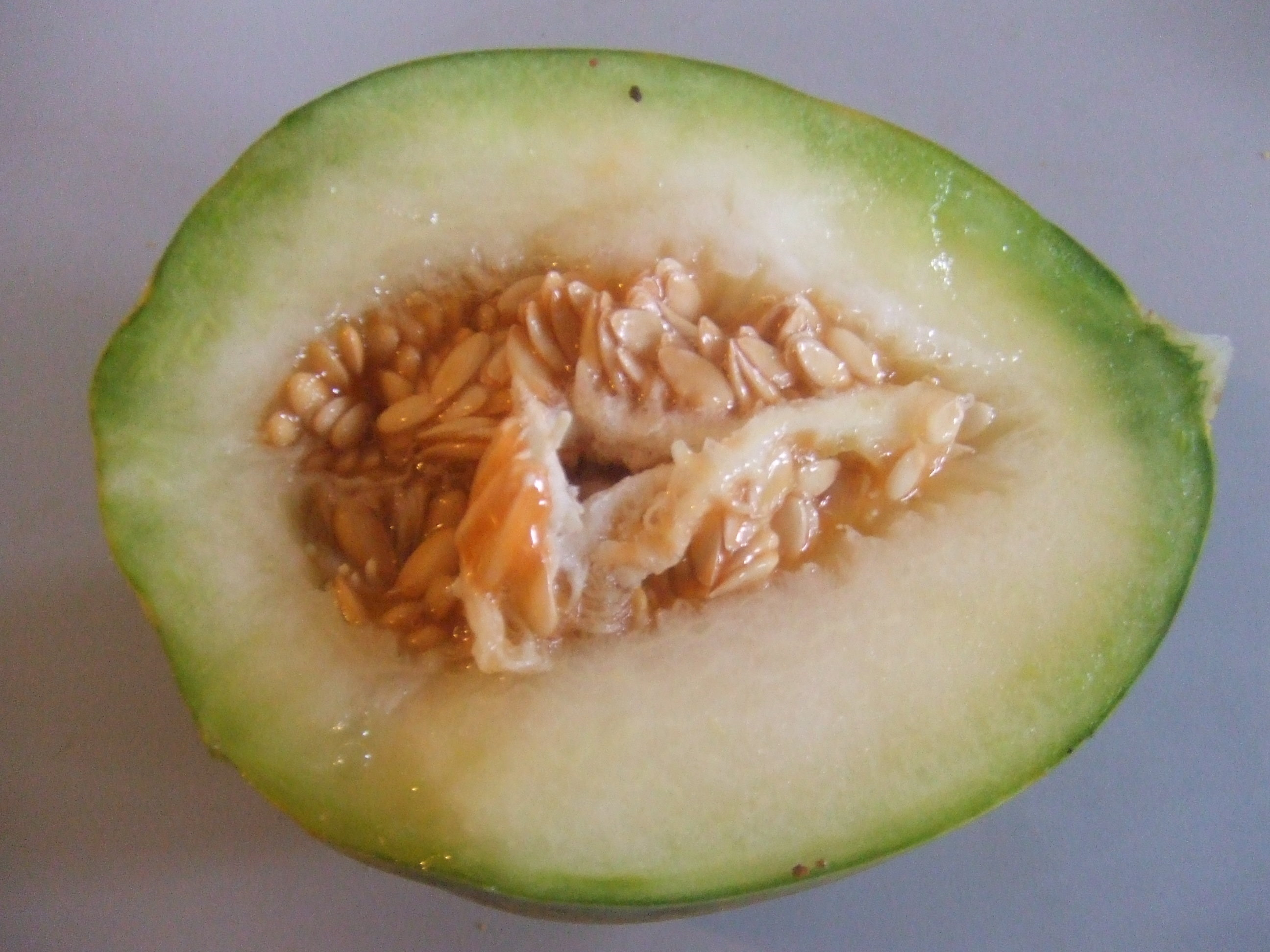
Doorsnede

De Ogenmeloen is genoemd naar een kibboets in Israël, genaamd Ogen, waar deze meloen voor het eerst werd geteeld. Het is een kruising tussen een meloen van het cantaloupetype en een netmeloen. De vrucht is bijna bolvormig. De schil is glad, oranjegeel en heeft een lichte segmentverdeling met groene strepen tussen de segmenten. Het vruchtvlees is crèmekleurig tot lichtgroen, sappig, aromatisch en ruikt bij rijpe exemplaren zeer sterk.
De Ogenmeloen wordt geteeld in Frankrijk, Israël en Spanje. De aanvoer vindt plaats tussen april en januari. In België en Nederland kan hij in de kas worden geteeld.